# Костоляни-под-Трибечом
Костоляни-под-Трибечом (словац. Kostoľany pod Tribečom) — село в окрузі Злате Моравце Нітранського краю Словаччини. Площа села 22,12 км². Станом на 31 грудня 2015 року в селі проживало 338 жителів.

## Історія
Перші згадки про село датуються 1113 роком.

## Населення
| Рік:            | 1994. | 2004.    | 2014. | 2024.   |
| --------------- | ----- | -------- | ----- | ------- |
| Кількість осіб: | 412   | 349      | 349   | 335     |
| Різниця:        |       | -15,29 % | +0 %  | -4,01 % |

| Рік:            | 2023. | 2024.   |
| --------------- | ----- | ------- |
| Кількість осіб: | 331   | 335     |
| Різниця:        |       | +1,20 % |